# サウス・サイド・パーク
サウス・サイド・パーク（South Side Park）は、アメリカのイリノイ州シカゴにかつて存在した野球場である。
1880～90年代、シカゴにはサウス・サイド・パークが2ヶ所あった。1ヶ所目は39番通りに面した場所にあり、ユニオン・アソシエーション（1884年のみ）というリーグのシカゴ・ブラウンズが本拠地にしていた。もう片方は35番通り沿いに建設され、1890年にはプレイヤーズ・リーグ（この年のみ）のシカゴ・パイレーツが、1891～93年にはナショナルリーグのシカゴ・コルツ（現シカゴ・カブス）がホームとして使用していた。
1900年、シカゴ・ホワイトソックスオーナーのチャールズ・コミスキーによって、39番通りの北方に3軒目のサウス・サイド・パークが建設され、ホワイトソックスの本拠地として使用され始めた。1909年には火事のためスタンドが焼失したが、すぐに新しいスタンドが建設された。ホワイトソックスは1910年のシーズン半ばにより収容人数の多い新球場コミスキー・パークに移転するまでの間サウス・サイド・パークを本拠地にした。
1911年からは、ルーブ・フォスターによって結成されたニグロリーグ・シカゴ・アメリカン・ジャイアンツの本拠地となった。コミスキーの義理の息子で、フォスターの仕事上のパートナーのジョン・C・スカーリングの名を取って、球場名がスカーリングス・パーク（Schorling's Park）に改称された。
1940年12月25日、スカーリングス・パークは火事で全焼した。球場は再建されず、アメリカン・ジャイアンツはコミスキー・パークへ移転した。
| 前本拠地： ウエスト・サイド・パーク 1885 - 1890 | シカゴ・カブスの本拠地 1891 - 1893           | 次本拠地： ウエスト・サイド・パーク 1894 - 1915 |
| 前本拠地： n/a -                                | シカゴ・ホワイトソックスの本拠地 1900 - 1910 | 次本拠地： コミスキー・パーク 1910 - 1990       |